# セルプホーフスコ＝チミリャーゼフスカヤ線
セルプホーフスコ＝チミリャーゼフスカヤ線（セルプホーフスコ＝チミリャーゼフスカヤせん、ロシア語: Серпухо́вско-Тимиря́зевская ли́ния）はモスクワ地下鉄の路線の一つである。1983年にモスクワ地下鉄9号線として開通し、現在はアルトゥフィエヴォ駅（Алтуфьево）とブリヴァール・ドミトリヤ・ドンスコヴォ駅（Бульвар Дмитрия Донского）を結ぶ。総延長距離は41.5km、25の駅があり、1日当たりの乗車人員は1,108,800人である。

## 駅一覧
- アルトゥフィエヴォ駅 (Алтуфьево)
- ビビレヴォ駅 (Бибирево)
- オトラドノエ駅 (Отрадное)
- ヴラディキノ駅 (Владыкино)
- ペトロフスコ・ラズモフスカヤ駅 (Петровско-Разумовская)
- チミリャーゼフスカヤ駅 (Тимирязевская)
- ドミトロフスカヤ駅 (Дмитровская)
- サヴョロフスカヤ駅 (Савёловская)
- メンデレーエフスカヤ駅 (Менделеевская)
- ツヴェトノイ・ブリヴァール駅 (Цветной бульвар)
- チェーホフスカヤ駅 (Чеховская)
- ボロヴィツカヤ駅 (Боровицкая)
- ポリャンカ駅 (Полянка)
- セルプホフスカヤ駅 (Серпуховская)
- トゥールスカヤ駅 (Тульская)
- ナガチンスカヤ駅(Нагатинская)
- ナゴールナヤ駅 (Нагорная)
- ナヒモフスキー・プロスペクト駅 (Нахимовский проспект)
- セヴァストポルスカヤ駅 (Севастопольская)
- チェルタノフスカヤ駅 (Чертановская)
- ユジュナヤ駅 (Южная)
- プラジュスカヤ駅 (Пражская)
- ウーリツァ・アカデミカ・ヤンゲリャ駅 (Улица академика Янгеля)
- アンニノ駅 (Аннино)
- ブリヴァール・ドミトリヤ・ドンスコヴォ駅 (Бульвар Дмитрия Донского)

## 開業年次
| 駅                                                      | 開業年         | 距離    |
| ------------------------------------------------------- | -------------- | ------- |
| セルプホフスカヤ駅 – ユジュナヤ駅                       | 1983年11月11日 | 13.0 km |
| ユジュナヤ駅 – プラジュスカヤ駅                         | 1985年11月6日  | 1.1 km  |
| セルプホフスカヤ駅 – ボロヴィツカヤ駅                   | 1986年1月23日  | 2.8 km  |
| ボロヴィツカヤ駅 – チェーホフスカヤ駅                   | 1987年12月31日 | 1.6 km  |
| チェーホフスカヤ駅 – サヴョロフスカヤ駅                 | 1988年12月31日 | 4.2 km  |
| サヴョロフスカヤ駅 – オトラドノエ駅                     | 1991年3月3日   | 8.5 km  |
| オトラドノエ駅 – ビビレヴォ駅                           | 1992年12月31日 | 2.6 km  |
| ビビレヴォ駅 – アルトゥフィエヴォ駅                     | 1994年7月15日  | 2.0 km  |
| プラジュスカヤ駅 – ウーリツァ・アカデミカ・ヤンゲリャ駅 | 2000年8月31日  | 2.0 km  |
| ウーリツァ・アカデミカ・ヤンゲリャ駅 – アンニノ駅       | 2001年12月12日 | 1.4 km  |
| アンニノ駅 – ブリヴァール・ドミトリヤ・ドンスコヴォ駅   | 2002年12月26日 | 2.0 km  |
| 合計                                                    | 25駅           | 41.5 km |

## 乗換
|     | 接続路線                                   | 乗換駅                                     |
| --- | ------------------------------------------ | ------------------------------------------ |
| 1   | ソコーリニチェスカヤ線                     | ボロヴィツカヤ駅                           |
| 2   | ザモスクヴォレーツカヤ線                   | チェーホフスカヤ駅                         |
| 3   | アルバーツコ＝ポクローフスカヤ線           | ボロヴィツカヤ駅                           |
| 5   | 環状線                                     | セルプホフスカヤ駅、メンデレーエフスカヤ駅 |
| 7   | タガーンスコ＝クラスノプレースネンスカヤ線 | チェーホフスカヤ駅                         |
| 10  | リュビリーンスコ＝ドミトロフスカヤ線       | ツヴェトノイ・ブリヴァール駅               |
| 11A | カホーフスカヤ線                           | セヴァストポルスカヤ駅                     |
| L1  | ブートフスカヤ線                           | ブリヴァール・ドミトリヤ・ドンスコヴォ駅   |